# Moseleya latistellata
Moseleya latistellata är en korallart som beskrevs av Quelch 1884. Moseleya latistellata ingår i släktet Moseleya och familjen Faviidae. IUCN kategoriserar arten globalt som sårbar. Inga underarter finns listade i Catalogue of Life.